# Basílio I de Moscou
Basílio I (Moscou, 30 de setembro de 1371 – Moscou, 27 de fevereiro de 1425) foi o Grão-Príncipe de Moscou de 1389 até sua morte. Era o terceiro filho do grão-príncipe Demétrio e sua esposa Eudóxia de Nizhny Novgorod.

## Política Doméstica
Basílio I manteve o processo de unificação das terras russas. Em 1392, anexou os principados de Nizhny Novgorod e Murom. Em 1397-1398, anexa Kaluga, Vologda, Veliki Ustyug e Komi.
Durante o seu reinado, a apropriação de terras feudais continuou aumentando. Com o aumento de autoridade do príncipe em Moscou, poderes judiciais feudais foram parcialmente reduzidos e transferidos para partidários de Basílio. 

## Política Externa
Basílio I formou uma aliança com a Lituânia em 1392 e se casou com Sofia da Lituânia, filha única de Vytautas o Grande, com a finalidade de evitar confrontos com a Horda Dourada. A aliança se fragilizou quando Vytautas resolve capturar Viazma e Smolensk em 1403–1404. 
Durante o reinado de Basílio, ocorreu a invasão de Tamerlão (1395), que arruinou muitas regiões do Volga, mas não conseguiu invadir Moscou. De qualquer modo, os ataques de Tamerlão acabaram por ajudar o príncipe russo, devido à devastação que fez contra a Horda Dourada, que nos doze anos seguintes passou por um período de anarquia. Durante esse período, nenhum tributo foi pago ao cã Olugue Maomé, apesar de enormes quantias de dinheiro terem sido coletadas por Moscou para propósitos militares. Em 1408, Edigu devastou os territórios moscovitas, mas não conseguiu tomar Moscou. Em 1412, contudo, Basílio voltou a pagar os tributos, em sinal de submissão à Horda. 
O casamento de Ana, filha de Basílio, com o Imperador João VIII de Constantinopla ajudou a aumentar a influência de Moscou.